# وزیر تغییرات اقلیمی و انرژی
وزیر تغییرات اقلیمی و انرژی یکی از مجموعه مناصب در کابینه دولت استرالیا است. وزیر فعلی کریس بوون است که مسئولیت‌ها و اهداف خود را از طریق وزارت تغییرات اقلیمی، انرژی، محیط زیست و آب که در اول ژوییه ۲۰۲۲ تأسیس شد، اداره می‌کند.

## اهداف
اهداف آن عبارتند از:
- توسعه و هماهنگی سیاست داخلی و بین‌المللی تغییر اقلیم
- مذاکرات بین‌المللی تغییر اقلیم
- سیاست گذاری مقررات و هماهنگی‌های مربوط به انرژی‌های تجدیدپذیر
- گزارش انتشار گازهای گلخانه‌ای و مصرف انرژی
- استراتژی و هماهنگی سازگاری با تغییرات اقلیمی
- هماهنگی فعالیت‌های علمی تغییر اقلیم